# Fågelöudde

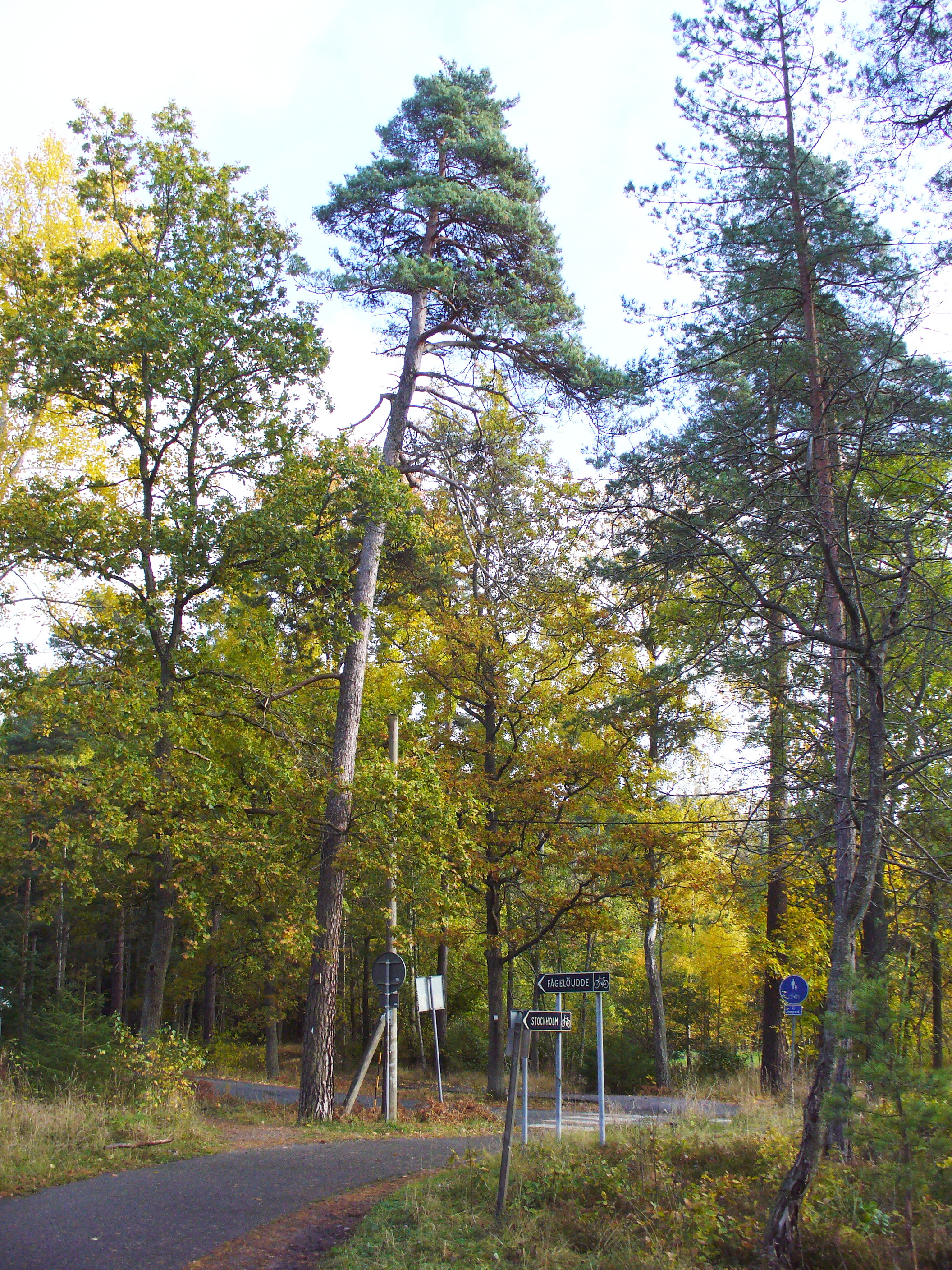
Fågelöuddes natur.

Fågelöudde är en udde på nordöstra Lidingö, mellan Yttringe och Elfvik. Fågelöuddebadet är ett strandbad som ligger i viken intill Fågelöudden vid Askrikefjärden. Under sommaren kan man ta buss 204 från Ropsten mot Elfvik och kliva av vid hållplats Fågelöuddevägen och sedan promenera till badet, eller på sommaren kan man ta buss 211  direkt till badet från Ropsten. 

## Historik
Fågelöudde stavades förr Fågelör (1775), där "ör" betydde "samling av småsten eller sand". Udden vid viken borde alltså kallas Fågelörsudde. Udden ingick på 1890-talet i Elfviks gårds ägor som hade förvärvats 1889 av f.d. överste löjtnanten Albert Janse. Albert Janse, som även var medlem av Lidingö kommunalfullmäktige, fann att man kunde anlägga ett friluftsbad i viken vid Fågelöudde. År 1932 donerade han och hustrun Elisabeth det 35 000 m² stora området till Lidingö stad och 1933 öppnades badet för allmänheten. Till minne av familjen Janses markdonation satte Lidingö kommun 1966 upp en platta i brons med inskriptionen: "Albert och Elisabeth Janse skänkte år 1932 Fågelöudde till Lidingö stad att för all framtid användas som friluftsbad". Plattan sitter på en granitsten som finns inom badområdet.
Janses arbete inom kommunen hade förmodligen en stor betydelse för idén som framkom att anlägga ett allmänt friluftsbad på Lidingö, med avsikten också att kunna bedriva simundervisning i ordnad form i kommunal regi. Janse skänkte också en tomt vid Långnäs på Elfvikslandet där en av Lidingös första skolor uppfördes.

## Badet idag
Fågelöuddebadet har en dryg 200 meter lång sandstrand med badbryggor och hopptorn dessutom finns minigolfbana och kiosk med servering.  Badet har en genom flytbryggor avdelad sektion för barnbad. Badet är anpassat för rullstolsburna personer med assistans. På området finns även toaletter inklusive handikapptoalett. Badet kan nås med bil och kommunala färdmedel.

## Bilder

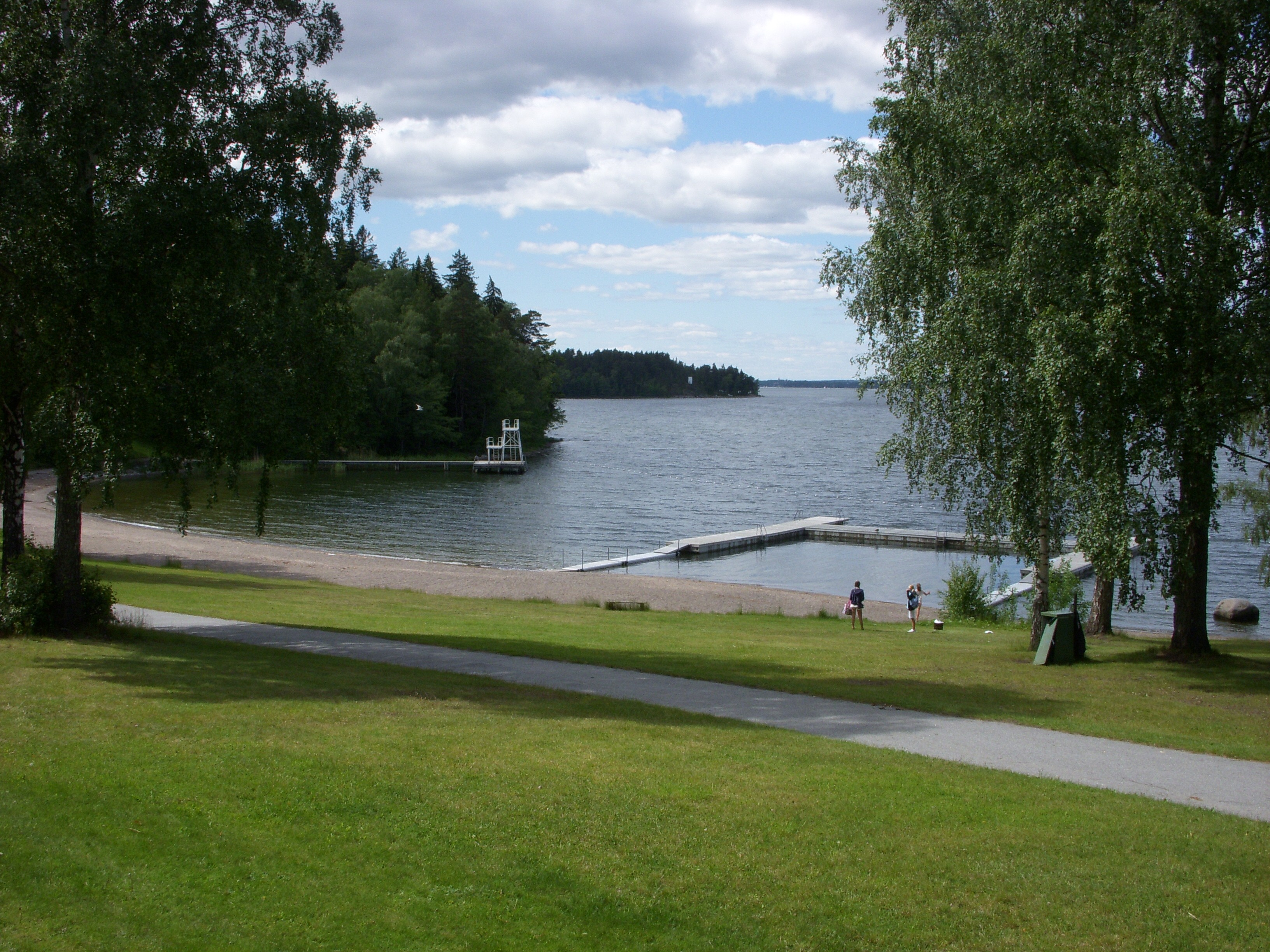
Badstranden mot nordväst
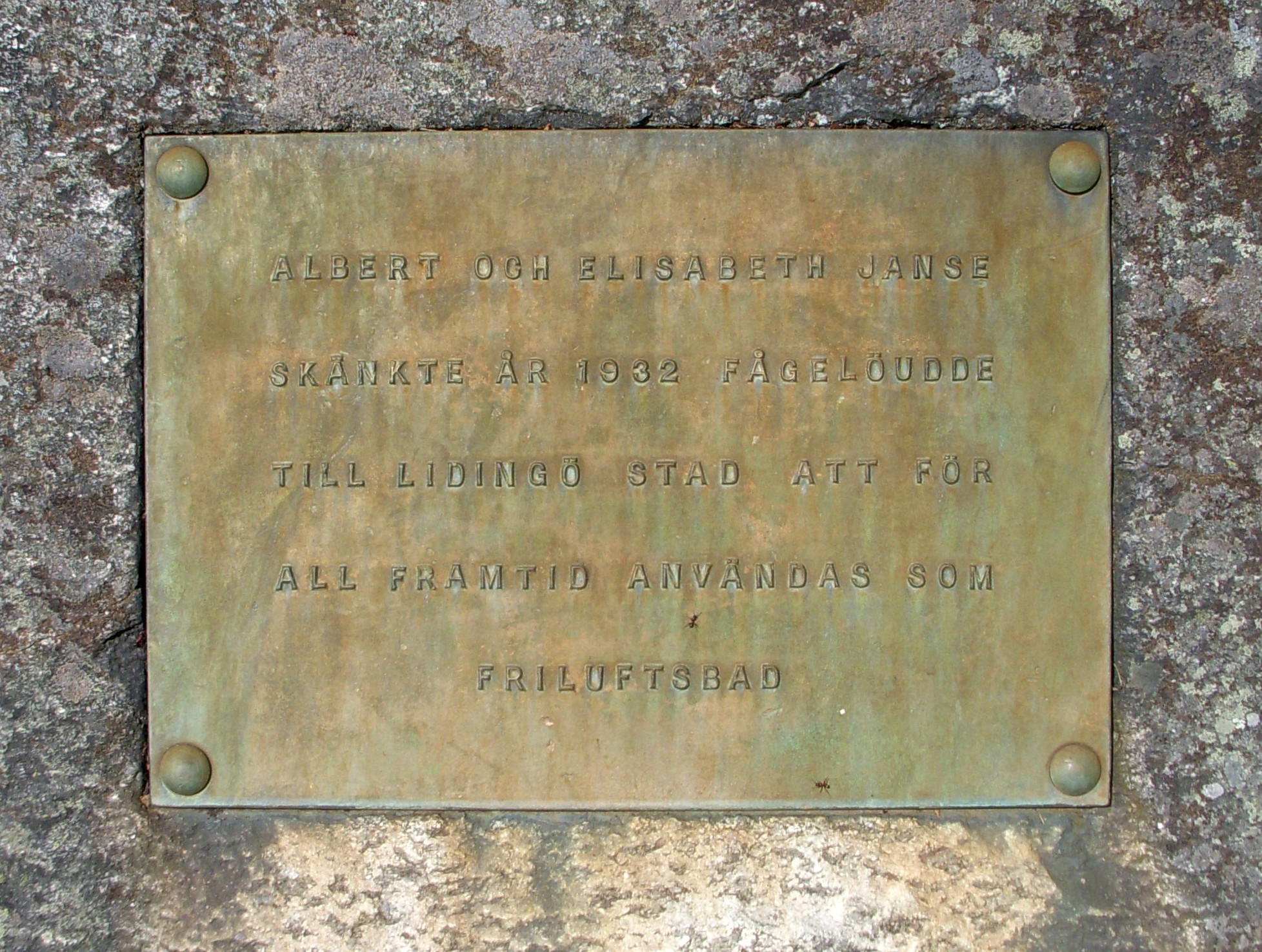
Minnesplattan
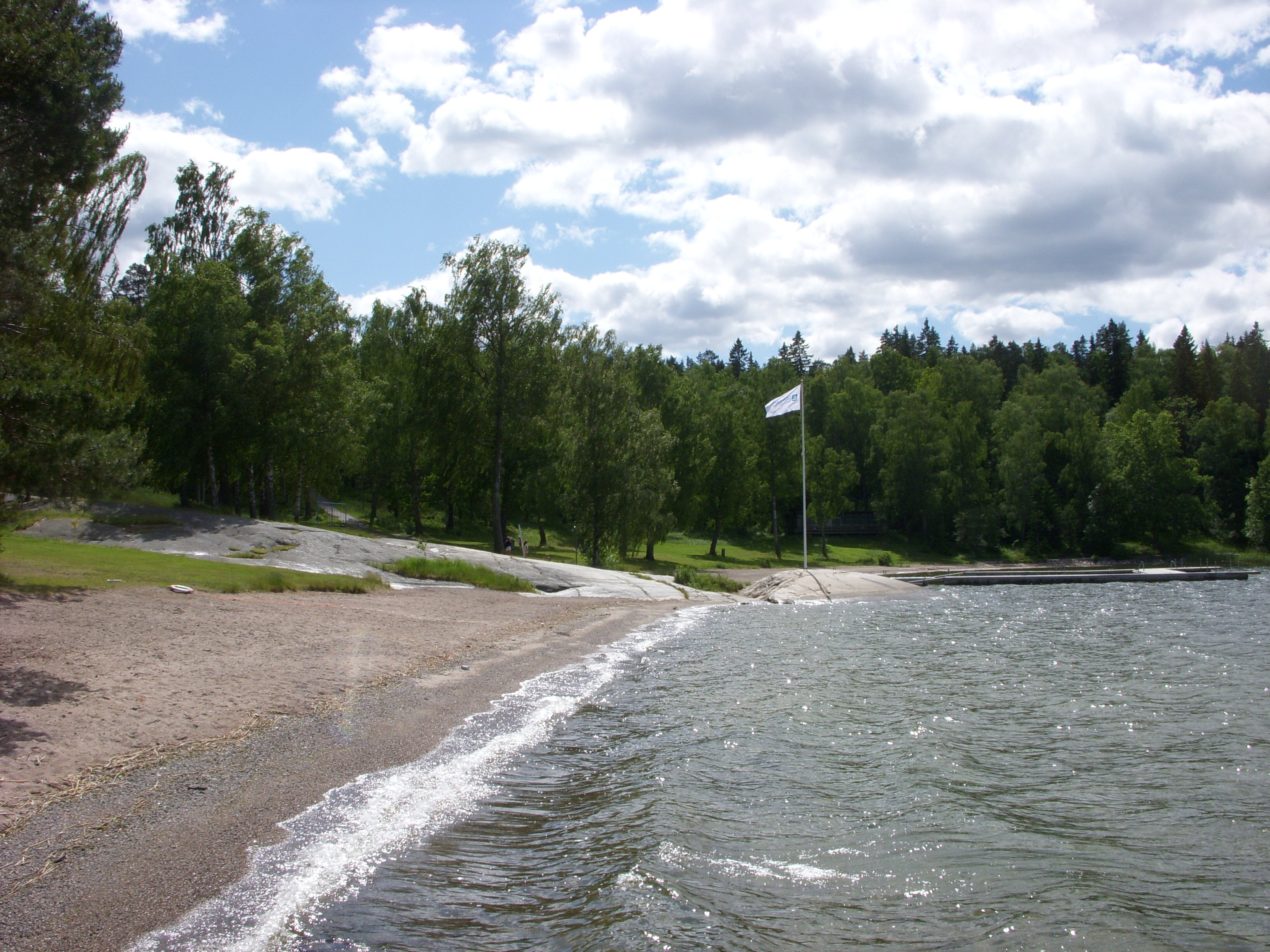
Badstranden mot väst